# Fabian Lienhard
Fabian Lienhard (født 3. september 1993 i Steinmaur) er en cykelrytter fra Schweiz, der kører for Fejl i Modul:Cykelhold: Wikidata-entitet ikke angivet..